# Znamenskoe (Oblast' di Omsk)
Znamenskoe è una località rurale della Russia siberiana sudoccidentale (oblast' di Omsk), situato sul fiume Irtyš, si trova nel rajon Znamenskij.